# Ropivacaïne
La ropivacaïne est un anesthésique local de la famille des amino-amides commercialisé sous le nom de Naropeine. Le terme ropivacaïne regroupe la forme lévogyre (commercialisée) et la forme racémique de la molécule.

## Utilisation clinique

### Indications
La ropivacaïne est réservée à l'usage hospitalier. Elle est indiquée dans les rachianesthésies, les anesthésies péridurales et certains blocs périphériques. Elle est très fréquemment utilisée en anesthésie et analgésie obstétricales, en association avec la morphine et ses dérivés. Il est également possible de l'utiliser en infiltrations, par exemple dans les sites opératoires pour diminuer les douleurs post-opératoires. La ropivacaïne s'utilise aussi en anesthésie caudale chez l'enfant entre 1 et 12 ans.

### Effets indésirables
La ropivacaïne comme tous les anesthésiques locaux agit en bloquant la conduction nerveuse au niveau du canal sodique. En cas de passage intravasculaire accidentel, sa toxicité cardiaque est réelle mais toutefois moins importante que celle de la bupivacaïne[réf. nécessaire]. Elle est également neurotoxique par cette voie. Les réactions allergiques sont exceptionnelles.

## Avancées
Malgré une puissance moindre, la ropivacaïne tend à remplacer la bupivacaïne dans la plupart de ses indications (à l'exception des rachianesthésies) en raison de sa moindre toxicité cardiaque[réf. nécessaire]. Elle est concurrencée dans ce domaine par la lévobupivacaïne.